# Болдер Сити (Невада)
Болдер Сити (енгл. Boulder City) град је у америчкој савезној држави Невада.

## Демографија
По попису из 2010. године број становника је 15.023, што је 57 (0,4%) становника више него 2000. године.
| Група             | 2000.          | 2010.          |
| Белци             | 13.747 (91,9%) | 13.215 (88,0%) |
| Афроамериканци    | 107 (0,7%)     | 130 (0,9%)     |
| Азијати           | 107 (0,7%)     | 169 (1,1%)     |
| Хиспаноамериканци | 650 (4,3%)     | 1.061 (7,1%)   |
| Укупно            | 14.966         | 15.023         |